# Noron-l'Abbaye
Noron-l'Abbaye é uma comuna francesa na região administrativa da Normandia, no departamento Calvados. Estende-se por uma área de 7,54 km². Em 2010 a comuna tinha 318 habitantes (densidade: 42,2 hab./km²).